# Passiflora macrophylla
Passiflora macrophylla là một loài thực vật có hoa trong họ Lạc tiên. Loài này được Spruce ex Mast. mô tả khoa học đầu tiên năm 1883.